# Navas de Riofrío
Navas de Riofrío ist eine Gemeinde in der spanischen Provinz Segovia. Sie liegt im Süden der Autonomen Region Kastilien und León, an der Nordwestabdachung der Sierra de Guadarrama. Sie hat 439 Einwohner (Stand: 2024). 
1983 wurde die Gemeinde La Losa von der Gemeinde abgetrennt.

## Geographie
Navas de Riofrío liegt etwa neun Kilometer südsüdwestlich vom Stadtzentrum von Segovia in einer Höhe von ca. 1105 m. 
Navas de Riofrío befindet sich innerhalb der Zone des kontinentalen mediterranen Klimas.

## Bevölkerungsentwicklung
| Jahr      | 1986 | 1991 | 2001 | 2011 | 2021 |
| Einwohner | 193  | 237  | 280  | 412  | 367  |

## Sehenswürdigkeiten
- Kirche der Unbefleckten Empfängnis (Iglesia de Inmaculada Concepción)
- Antolinuskapelle
- Palast von Riofrío

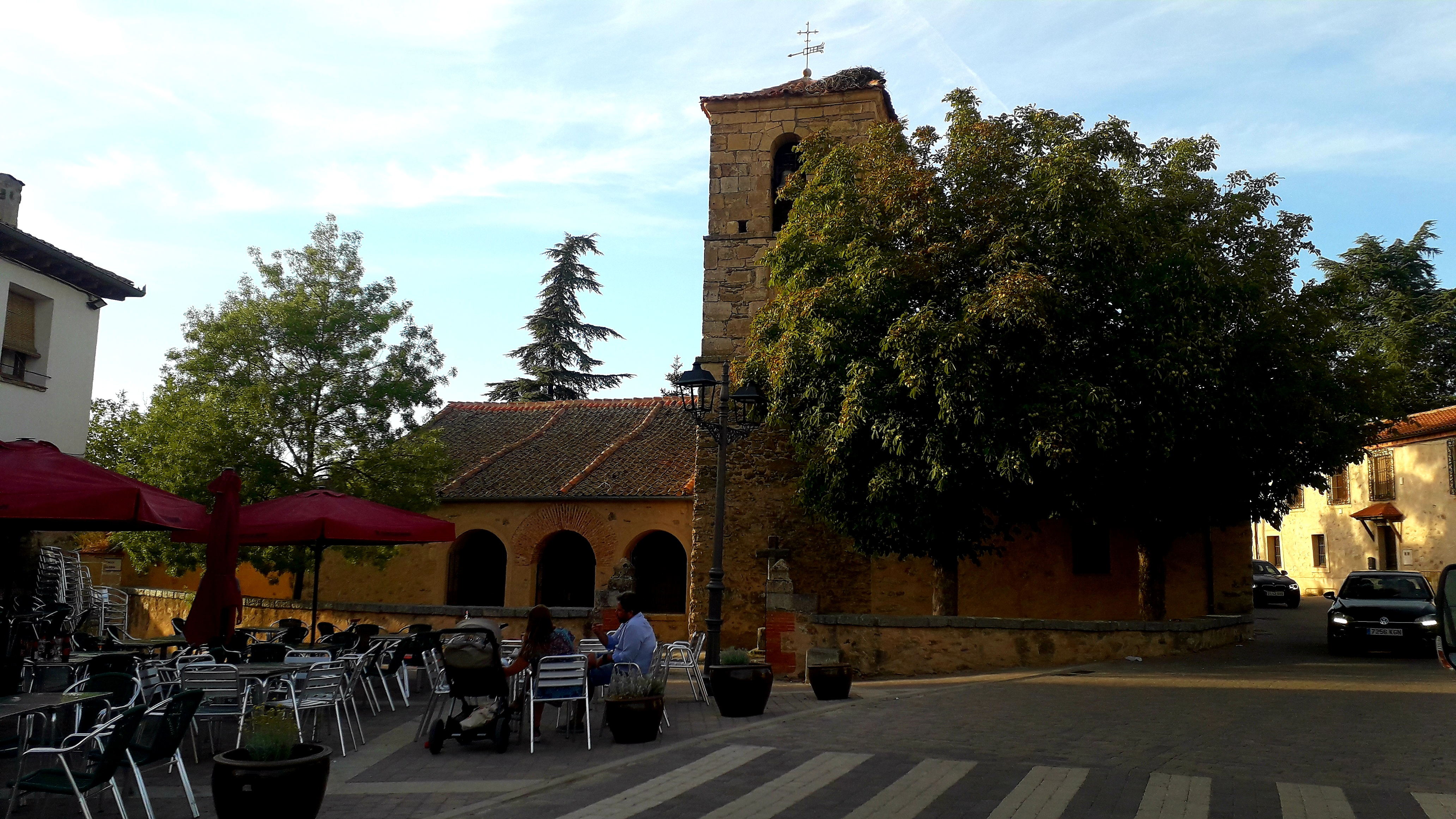
Kirche der Unbefleckten Empfängnis